# Presidentvalet i USA 2012
Presidentvalet i USA 2012 var det 57:e presidentvalet i USA och hölls tisdagen den 6 november 2012. Valet stod mellan den sittande demokratiske presidenten Barack Obama och den republikanske före detta guvernören i Massachusetts Mitt Romney. Obama omvaldes för en andra (och därmed sista) period.
Barack Obama blev omvald som president efter att ha fått 51,0 procent av väljarnas röster och 332 elektorsröster mot Mitt Romney som fick 47,3 procent samt 206 elektorsröster.  
Samtidigt med presidentvalet valdes även 33 ledamöter till USA:s senat och hela representanthuset till den 113:e kongressen. Vidare valde samtliga delstater ledamöter till sin lagstiftande församling och elva höll guvernörsval.

## Utgångsläge
I presidentvalet 2008 besegrade demokraten Barack Obama republikanernas kandidat John McCain med siffrorna 53 procent mot 46 (vilket gav 365 elektorsröster mot 173). Demokraterna lyckades även behålla sin majoritet i kongressens båda kammare. Det förhärskande temat i Obamas valkampanj var förändring ("change"), dels i Vita huset men även en generell reform av politiken som bedrivits under den sittande presidenten George W. Bushs åtta år långa styre. Ekonomiska frågor präglade också valet, speciellt de sista månaderna innan valdagen efter att finanskrisen drabbade USA och världen i och med Lehman Brothers och andra storbankers fall i september 2008.
Under sin mandatperiod undertecknade president Obama två initiativ för att lindra finanskrisens effekter, det gigantiska finanspolitiska stimulanspaketet American Recovery and Reinvestment Act i februari 2009 samt Tax Relief, Unemployment Insurance Reauthorization, and Job Creation Act of 2010 i december 2010. Vidare undertecknades sjukvårdsreformen Patient Protection and Affordable Care Act (populärt kallat "Obamacare"), Dodd-Frank Act som innehöll regleringar för finansmarknaden samt upphävandet av don't ask, don't tell-policyn, vilket innebar likabehandling av homosexuella i den amerikanska armén. Obama förhandlade och undertecknade New START-fördraget med Ryssland, ett avtal om kärnvapennedrustning. Obamas regering har vidare kallat hem de amerikanska trupperna som tjänstgjort i Irakkriget sedan ockupationen inleddes 2003, men förstärkte den amerikanska truppnärvaron i Afghanistankriget samt drev igenom ett FN-beslut om en flygförbudszon och förbud för våld mot civila i Libyen. I maj 2011 gav president Obama ordern om att verkställa den militära operationen Neptune Spear, en insats mot Usama bin Laden, den förmodade hjärnan bakom 11 september-attackerna 2001. bin Laden dödades av en liten grupp soldater, identifierades och begravdes i Arabiska havet kort därefter.
I mellanårsvalet i november 2010 förlorade demokraterna sin majoritet i representanthuset men behöll den i USA:s senat, om än knappt. Förväntningarna på presidenten att snabbt bringa ordning i ekonomin hade delvis förvandlats till besvikelse och huvudfrågorna för kandidater och väljare var det rekordhöga budgetunderskottet samt kritik mot den införda sjukvårdsreformen. Den konservativa Tea Party-rörelsen var tongivande i den politiska debatten och hjälpte till att mobilisera de republikanska väljarna.
Under 2011 växte missnöjet mot regeringen, och presidenten fick kritik för avsaknaden av en trovärdig plan för att skapa jobbtillfällen. Debatten om USA:s skuldtak kulminerade i juli 2011 och senaten röstade 2 augusti igenom en skuld- och budgetuppgörelse, som innebar att staten kunde låna mer pengar och behövde inte ställa in utbetalningar av bland annat räntor och pensioner.
I maj 2012 gick president Obama ut med att han stödjer samkönade äktenskap, och blev således den första presidenten som öppet stödjer äktenskap mellan homosexuella.

### Förändringar i elektorskollegiet gentemot föregående val

Förändringar i 2012 års elektorskollegium jämfört med 2010 års. Delstater som är orangemarkerade fick färre elektorer och blå delstater fick fler, medan gråa hade oförändrat antal.

Amerikanska presidentval avgörs inte direkt, utan av elektorskollegiet där delstaterna är representerade i förhållande till folkmängd. 2010 års folkräkning i USA ändrade röstfördelningen i elektorskollegiet i presidentvalen från 2012 till 2020 för följande delstater.
Blå delstater avser delstater som fick fler röster, till följd av omfördelningen grundad på 2010 års folkräkning. Brandgula delstater avser delstater som fick färre röster. I det läge som rådde i politiken 2011 skulle det för Demokratiska partiet inneburit en nettoförlust på sex elektorsröster i delstater där Al Gore, John Kerry och Barack Obama vunnit i de tre föregående presidentvalen, vilket skulle ge partiet sammanlagt 242 röster i hela landet. Omvänt skulle Republikanska partiet uppnått en nettovinst om sex elektorsröster i delstater där George W. Bush och John McCain vunnit i de tre föregående presidentvalen, vilket skulle gett partiet sammanlagt 181 röster i hela landet. Återstående delstaters röster förblev oförändrade – sammanlagt 115 röster.
| Delstater demokraterna vann 2000, 2004 och 2008 - Illinois – 1 röst mindre - Massachusetts – 1 röst mindre - Michigan – 1 röst mindre - New Jersey – 1 röst mindre - New York – 2 röster färre - Pennsylvania – 1 röst mindre - Washington – 1 röst mer | Delstater republikanerna vann 2000, 2004 och 2008 - Arizona – 1 röst mer - Georgia – 1 röst mer - Louisiana – 1 röst mindre - Missouri – 1 röst mindre - South Carolina – 1 röst mer - Texas – 4 röster fler - Utah – 1 röst mer | Övriga delstater som påverkas av omfördelningen - Florida – 2 röster fler - Iowa – 1 röst färre - Nevada – 1 röst mer - Ohio – 2 röster färre |

## Vägen till presidentvalet
Processen att utse presidentkandidaterna var lång. USA:s delstater höll olika typer av primärval för de stora partierna i början av presidentvalåret, där delstatens republikaner och demokrater utsåg sina respektive kandidater till presidentvalet. Partiernas kandidater fastställdes sedan på partistämmorna i slutet av sommaren. Delstaterna Iowa och New Hampshire har traditionellt sina primärval först. 2012 ägde dessa rum under första veckan i januari.

### Partistämmor
På partistämmorna (national conventions) väljer respektive parti formellt vilken presidentkandidat och vicepresidentkandidat det vill stödja.
- 20–22 juni 2011: Prohibition Partys i Cullman, Alabama[6]
- 14–16 oktober 2011: Socialist Party USA:s i Los Angeles, Kalifornien[7]
- April eller maj 2012: Constitution Partys i Nashville, Tennessee[8]
- 4–6 maj 2012: 2012 Libertarian Partys i Las Vegas, Nevada[9][10]
- Juni 2012: Americans Elects national convention äger rum på Internet[11]
- 27–30 augusti 2012: Republikanska partiets i Tampa, Florida[12][13]
- 3–6 september 2012: Demokratiska partiets i Charlotte, North Carolina[14]

## Kandidater
Följande personer tillkännagav formellt att de ämnar kandidera i 2012 års val och/eller registrerade sig som kandidat hos valmyndigheten Federal Election Commission (FEC) eller bildade en sonderingskommitté för att undersöka möjligheterna att ställa upp 2012.

### Demokraterna

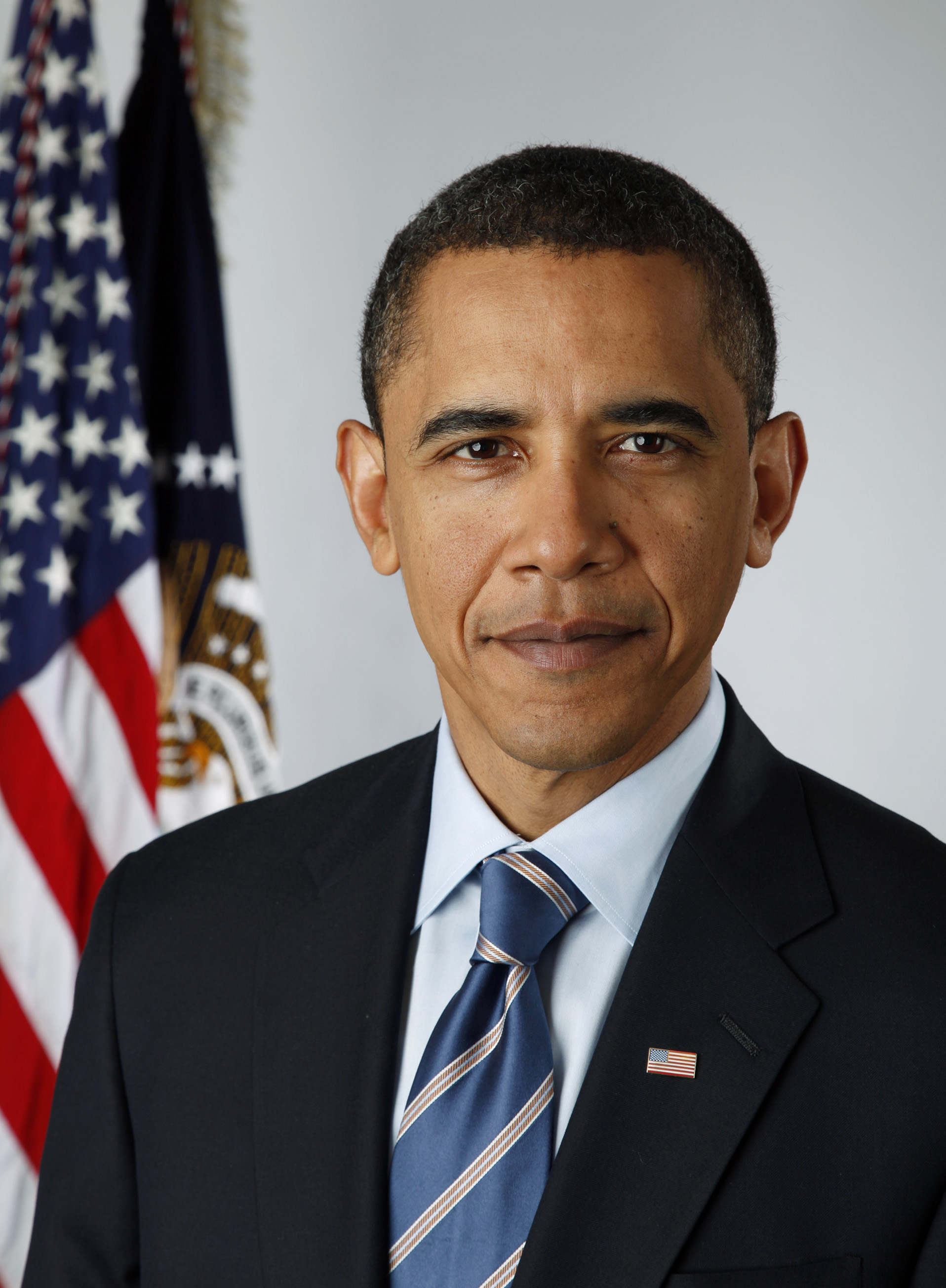
President Barack Obama

Personer som formellt tillkännagivit sin kandidatur är markerade i fetstil.
- Barack Obama, USA:s sittande president från Illinois[15][16]

#### Andra kandidater
Dessa kandidater ställde upp i presidentvalet, men inbjöds inte till primärvalsdebatterna. Kandidater drog sig tillbaka är markerade i kursiv stil.
- Randall Terry, abortmotståndare från New York[17][18][19]
- Warren Mosler[20][21]

### Republikanerna
Personer som formellt tillkännagav sin kandidatur är markerade i fetstil.
- Mitt Romney, tidigare guvernör i Massachusetts[22][23][24]

#### Återtagna kandidaturer
- Tim Pawlenty, drog sig ur 14 augusti 2011[25][26]
- Thaddeus McCotter, drog sig ur 22 september 2011.
- Herman Cain, drog sig ur 3 december 2011.
- Gary E. Johnson, drog sig ur 28 december 2011.
- Michele Bachmann, drog sig ur 4 januari 2012.
- Jon Huntsman, drog sig ur den 15 januari 2012.
- Rick Perry, drog sig ur den 19 januari 2012.
- Rick Santorum, drog sig ur den 10 april 2012.
- Newt Gingrich, drog sig ur den 2 maj 2012.
- Ron Paul, drog sig ur den 14 maj 2012.

#### Bildgalleri

##### Aktiva kandidater

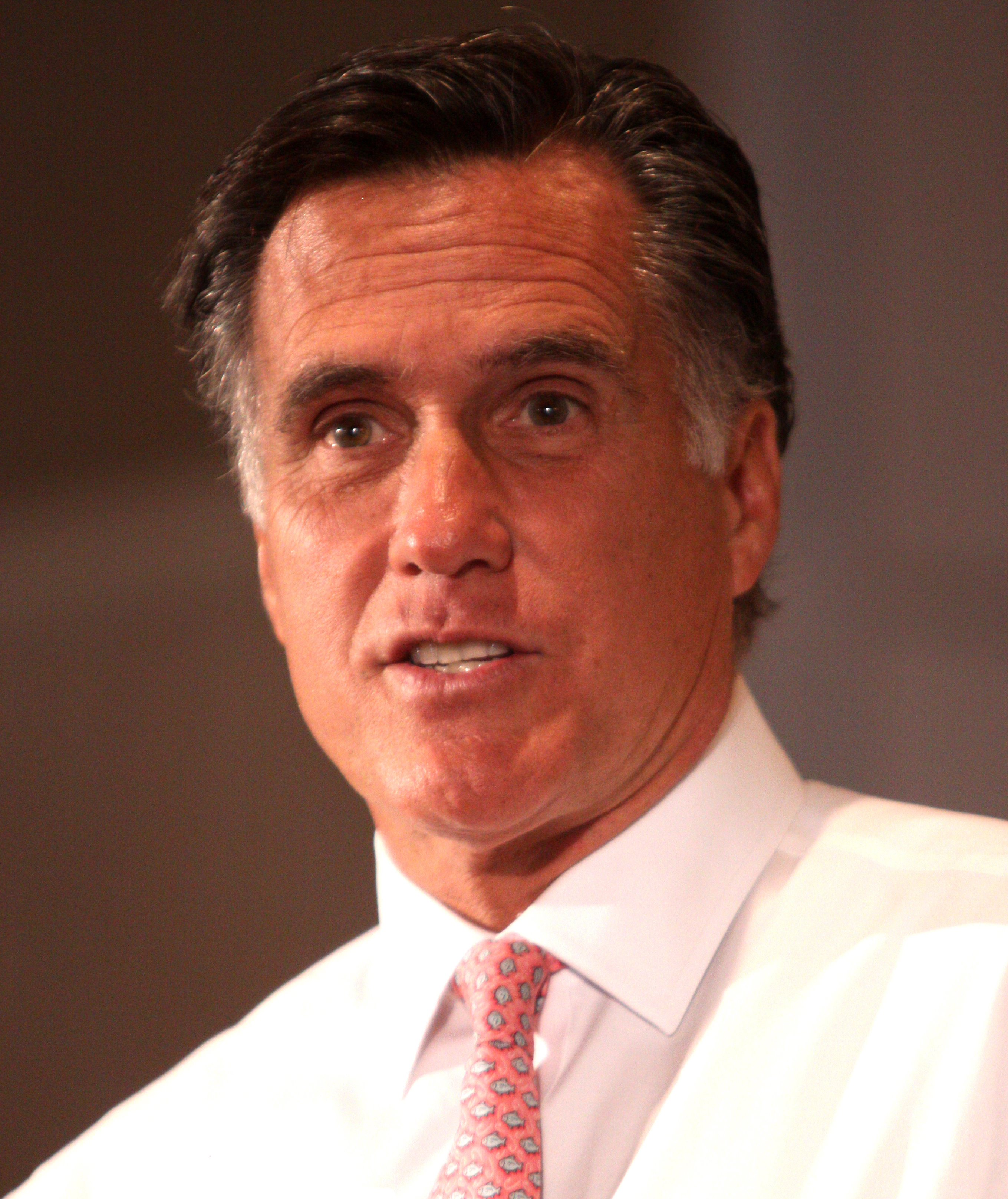
F.d. guvernören Mitt Romney

##### Kandidater som drog sig ur

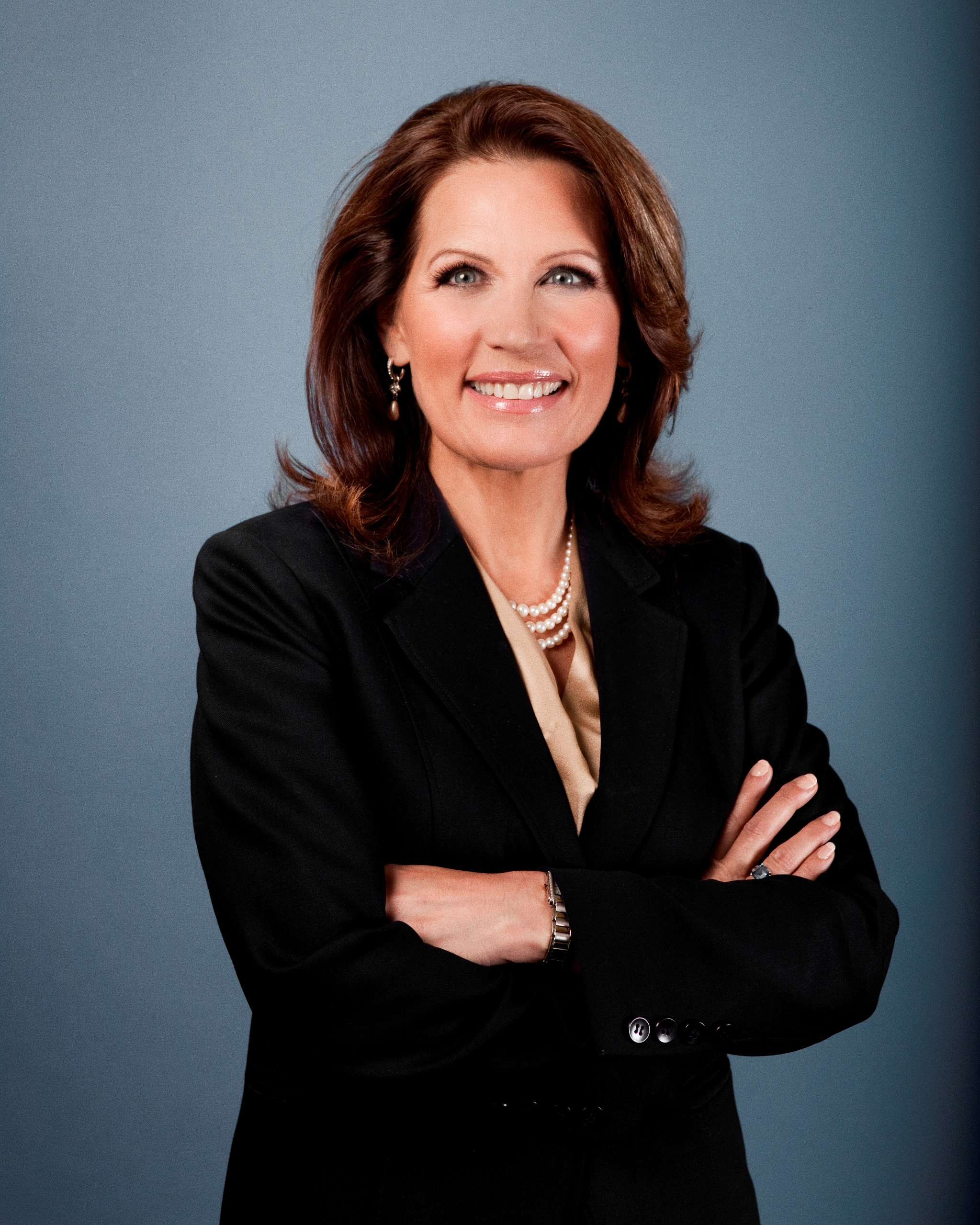
Kongressledamoten Michele Bachmann
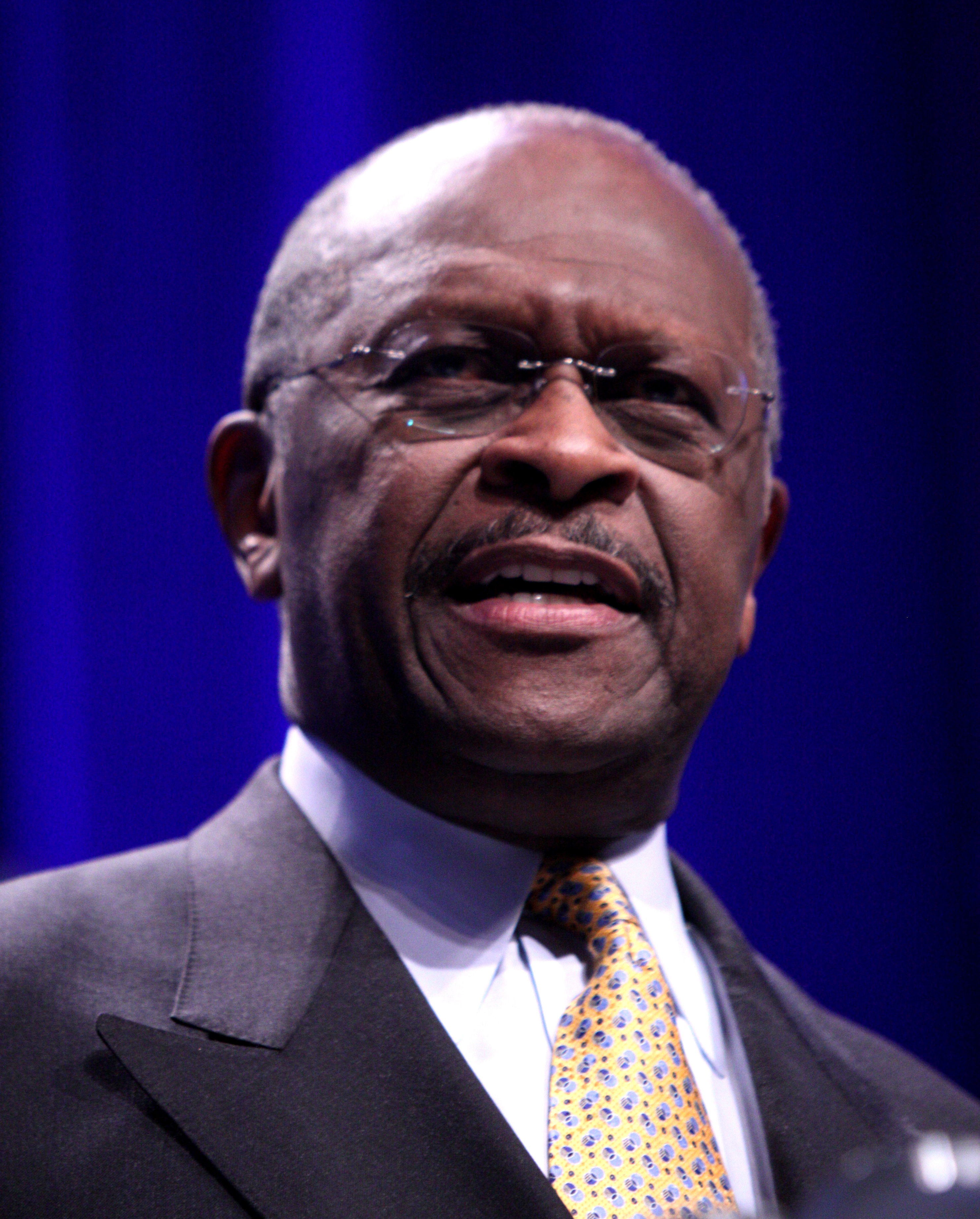
Affärsmannen Herman Cain
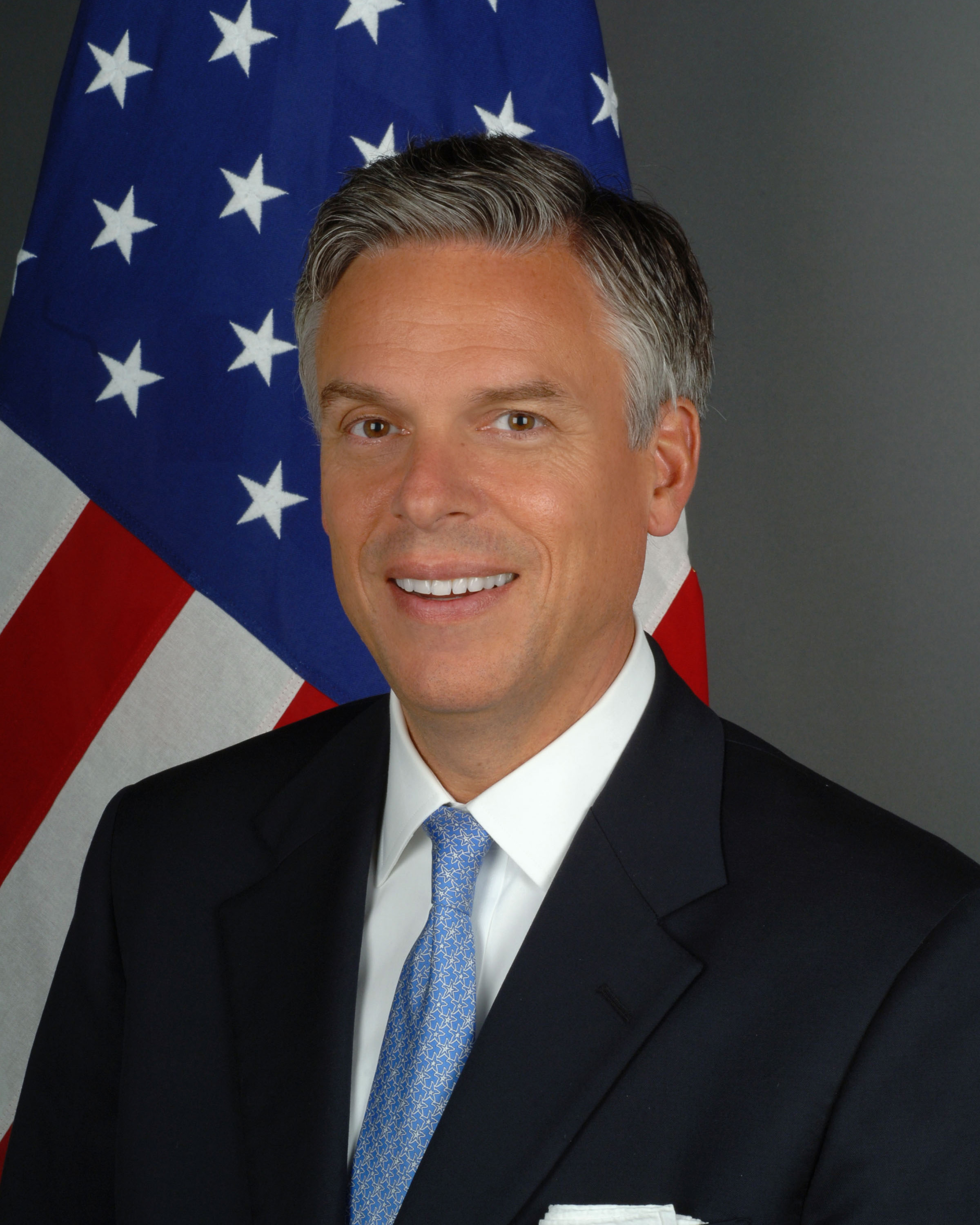
F.d. guvernören och förutv. ambassadören Jon Huntsman
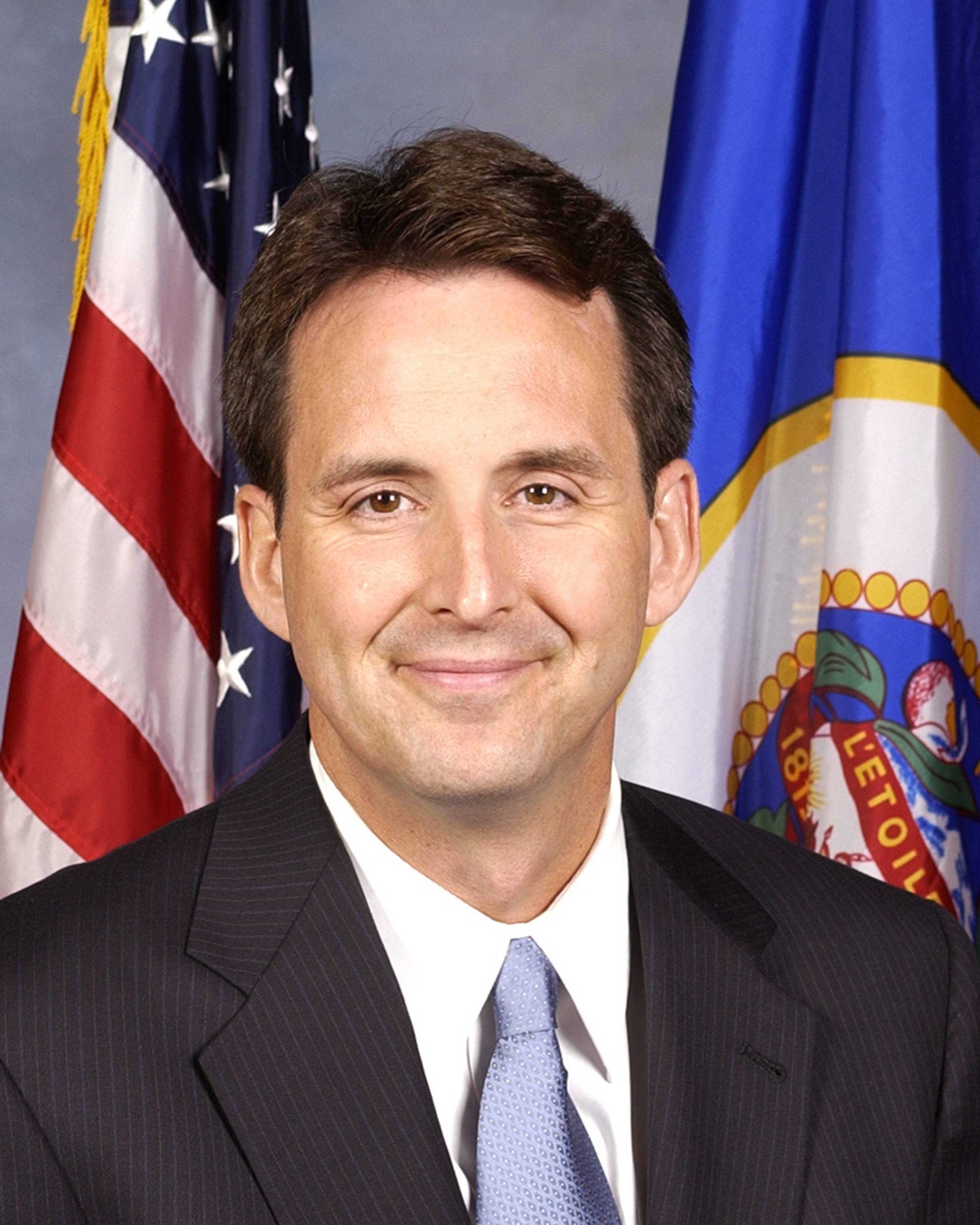
F.d. guvernören Tim Pawlenty
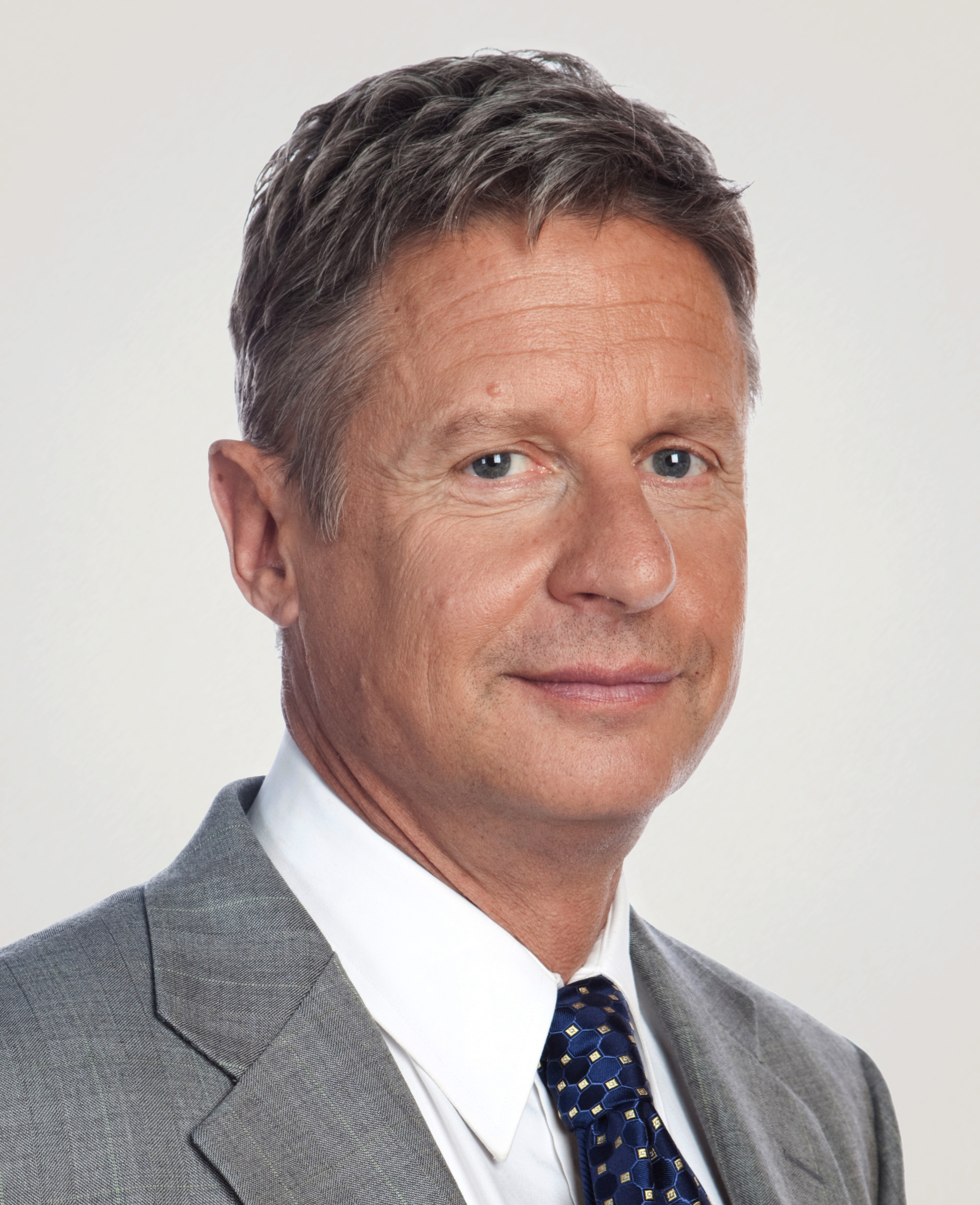
F.d. guvernören Gary E. Johnson
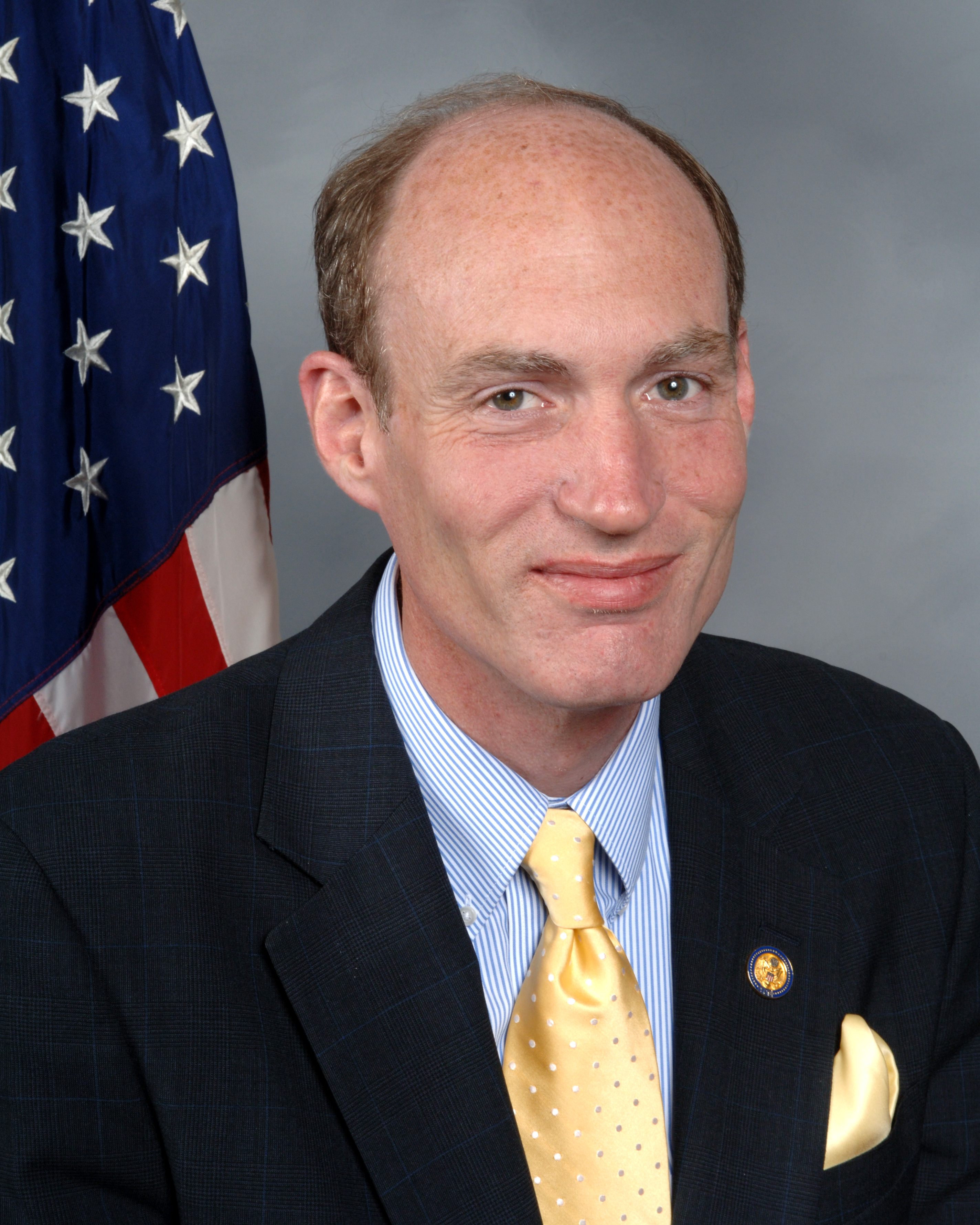
Kongressledamoten Thaddeus McCotter
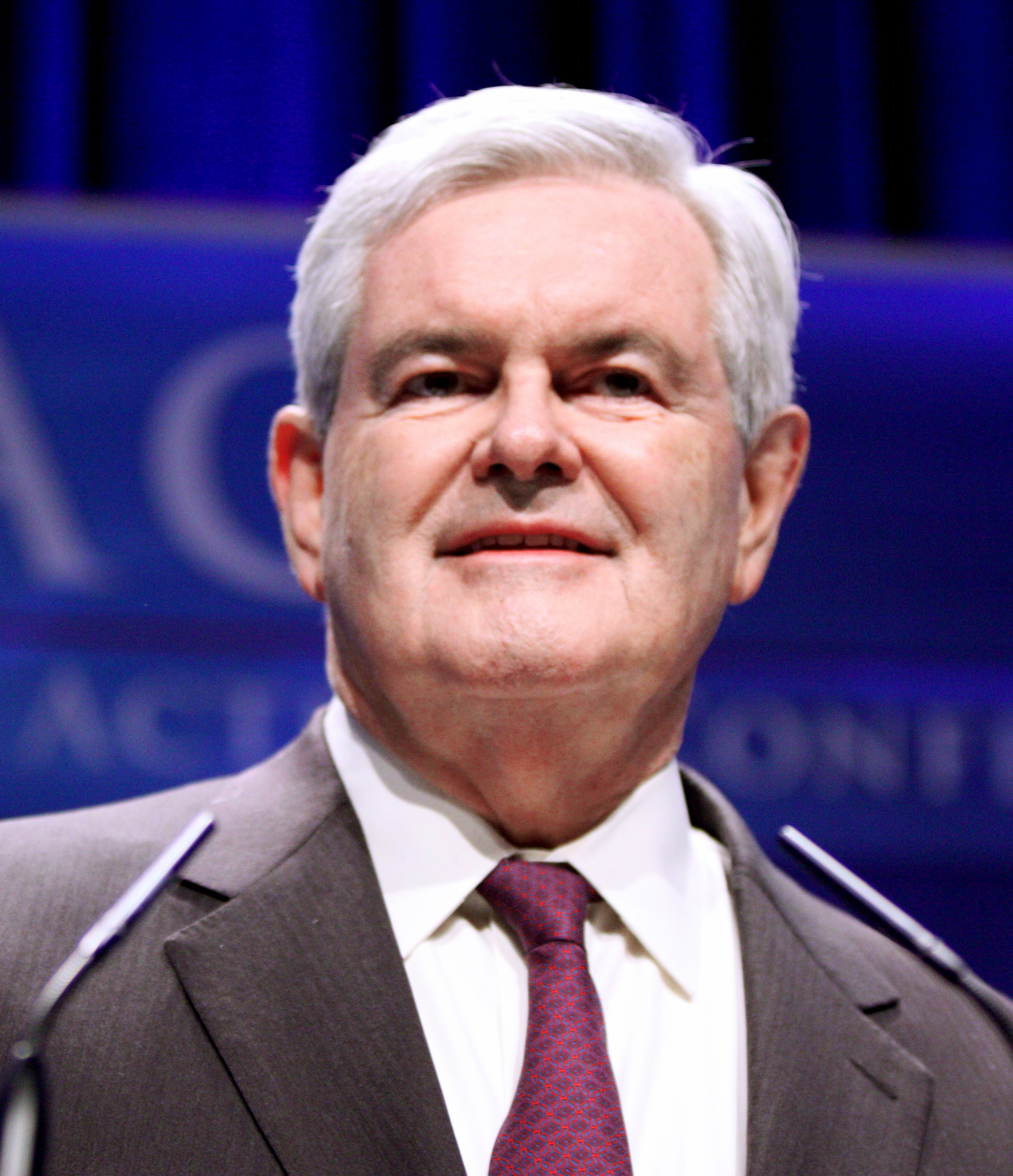
F.d. talmannen Newt Gingrich
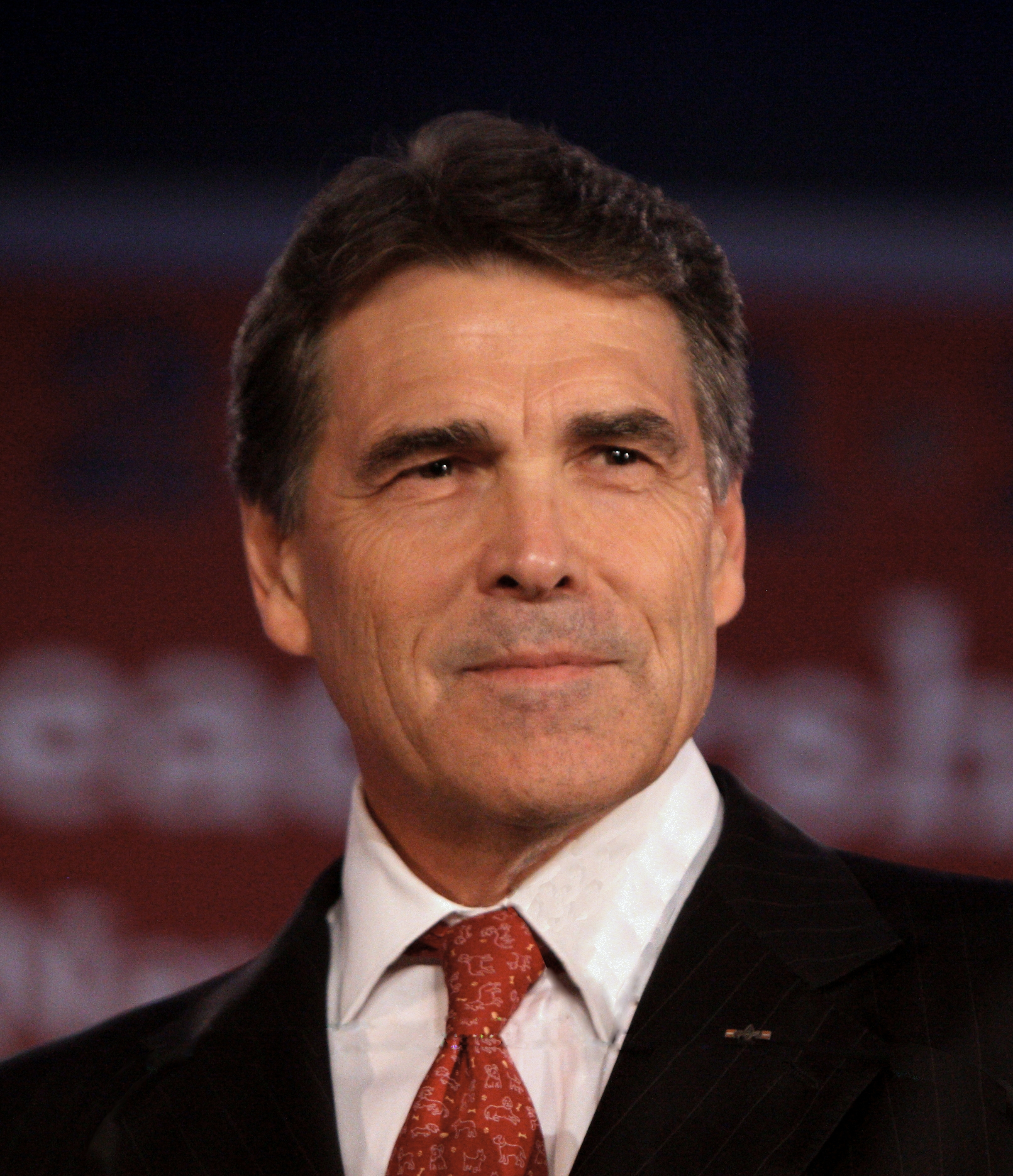
Guvernör Rick Perry
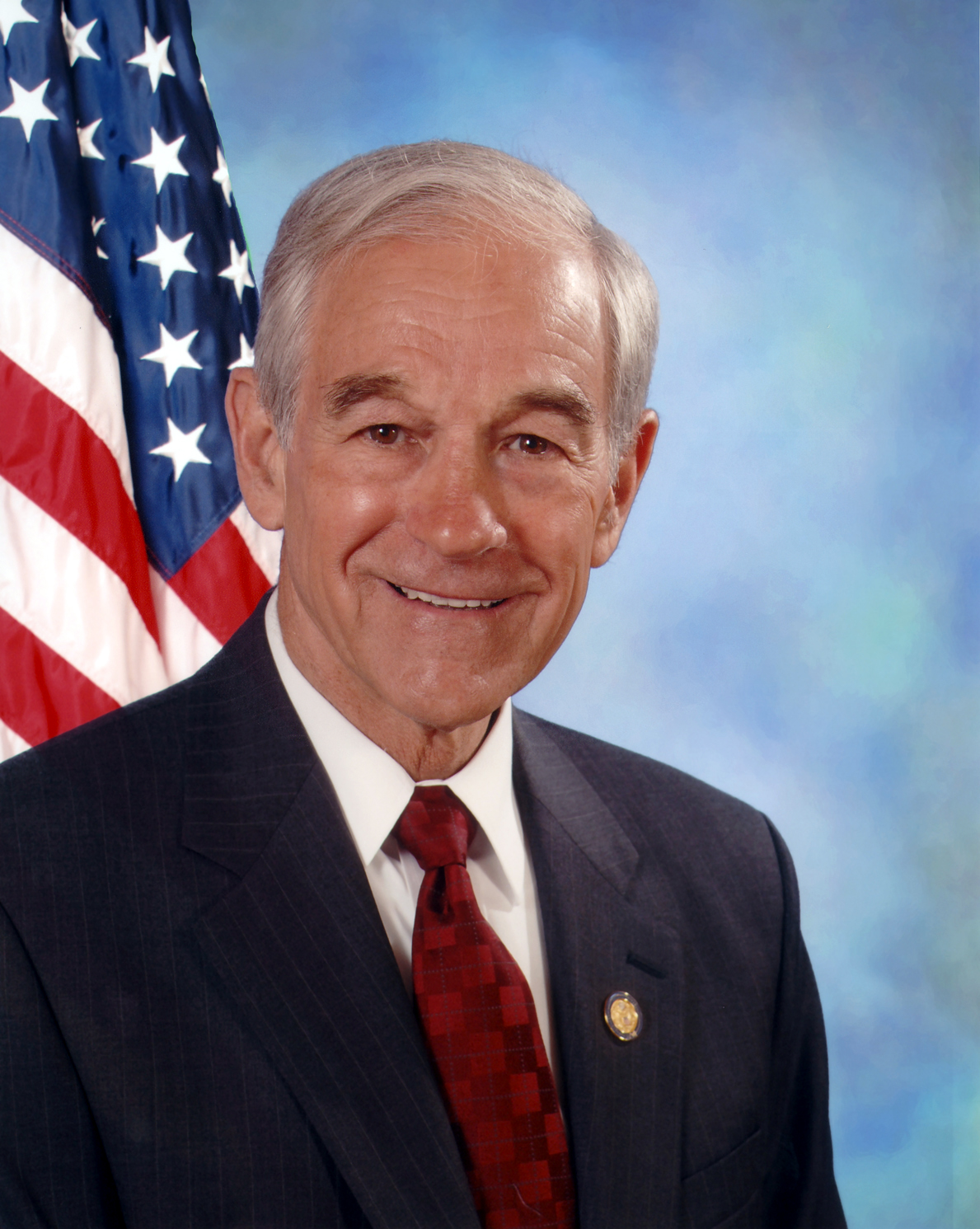
Kongressledamoten Ron Paul
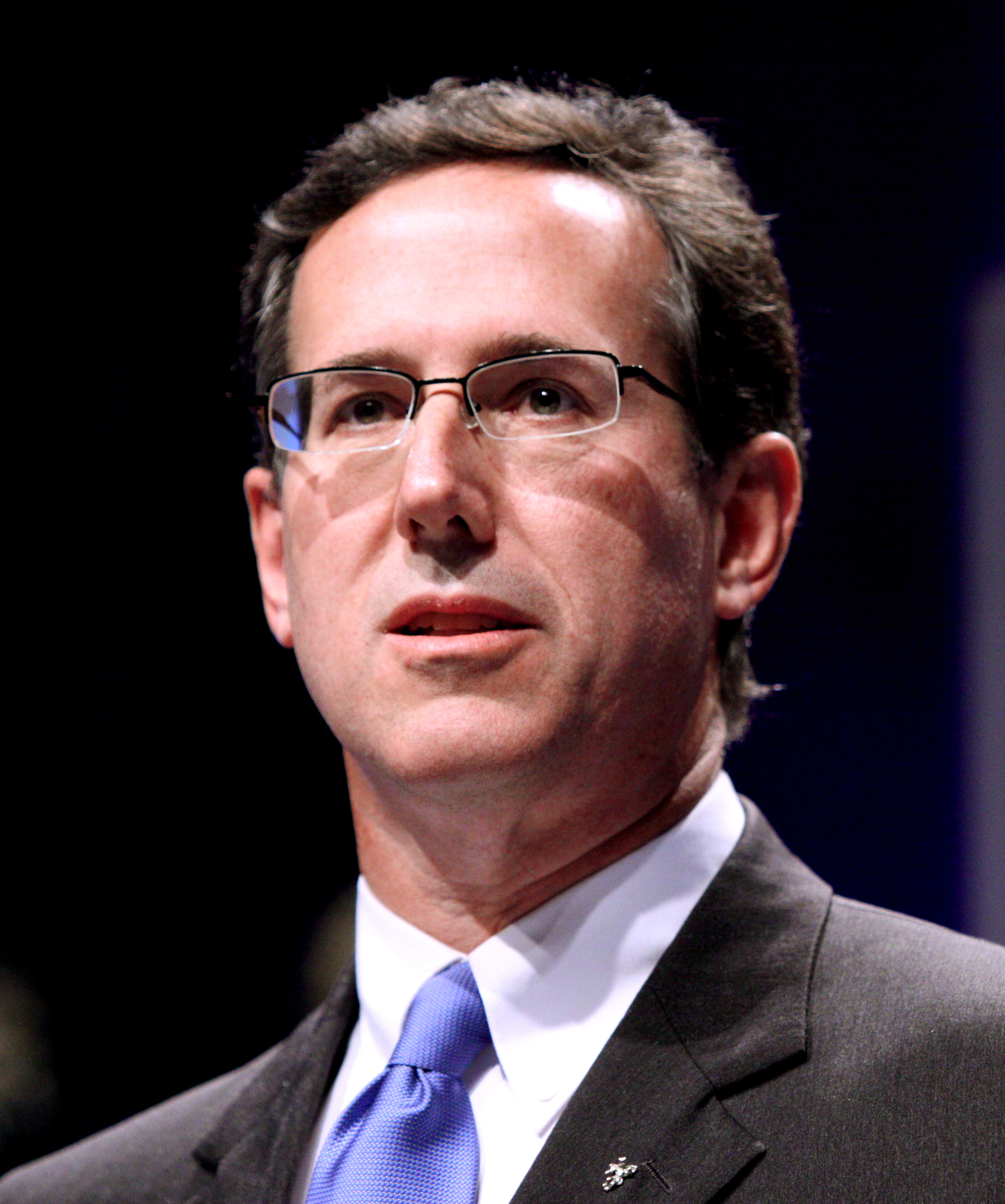
F.d. senatorn Rick Santorum

#### Andra kandidater
Dessa kandidater ställde upp i presidentvalet, men inbjöds inte till primärvalsdebatterna. Kandidater som drog sig tillbaka är markerade i kursiv stil.
- Politiska konsulten Fred Karger i Kalifornien[27][28][29][30]
- Andy Martin i Illinois[31][32]
- Jimmy McMillan i New York[33][34][35]
- Förutvarande guvernören Buddy Roemer i Louisiana[36][37] Drog sig ur 23 februari 2012[38]
- Jonathon Sharkey i Florida[39][40][41] Drog sig ur 17 augusti 2011[42]

### Andra partier och obundna

#### Constitution Party
- Virgil Goode, tidigare kongressledamot från Virginia.

#### Green Party
- Jill Stein
- Kent Mesplay, luftkvalitetsinspektör i Kalifornien.[43][44]
- Roseanne Barr, skådespelare och komiker från Hawaii [45][46][47]

Återtagna kandidaturer:
- Stewart Alexander, se nedan.[48]

#### Libertarian Party
- R. Lee Wrights, författare och tidigare partistyrelseledamot.[49][50][51]
- Buddy Roemer, tidigare guvernör Louisiana, republikansk kandidat till februari 2012.

#### Prohibition Party
- Jack Fellure (nominerad av partiet) från West Virginia.[52][53]
- James Hedges, förutvarande taxeringsman i Thompson Township i Pennsylvania[54][55]

#### Reform Party
- Andre Barnett, politiker och entreprenör

#### Socialist Party USA
- Stewart Alexander från Kalifornien, vicepresidentkandidat för Socialist Party USA i 2008 års val. Han kandiderade också till att bli Green Partys presidentkandidat,[56][57] innan han drog sig ur i juli 2011.[48]

#### Obundna
- Robert ”Naked Cowboy” Burck, gatuartist i New York[58][59][60][61]
- Joe Schriner, tidigare journalist och författare i Ohio[62][63]

## Tänkbara kandidater
Följande personer var föremål för spekulation i tillförlitliga medier. Spekulationen kan härröra från kända mediaanalytiker och kommentatorer eller från antydningar personerna själva gjort.

### Republikaner
Ingen av följande personer hade formellt tillkännagivit att de tänke kandidera för Republikanska partiet.
- USA:s förutvarande FN-ambassadör John R. Bolton från Maryland[64][65]
- F.d. borgmästaren Rudy Giuliani i New York[66][67]
- F.d. guvernören och vicepresidentkandidaten Sarah Palin i Alaska[68][69]

### Obundna
Americans Elect var ett valfinansierat initiativ som fick tillträde till allmänna val i fyra delstater och samlade in över en miljon namnteckningar för att få det i Kalifornien. Förutsättningen var att presidentkandidaten skulle väljas över Internet.

### Officiella kandidaters webbplatser
Demokratiska partiet
- Warren Mosler
- Barack Obama
- Randall Terry

Republikanska partiet
- Michele Bachmann
- Herman Cain
- Newt Gingrich
- Gary E. Johnson
- Fred Karger
- Andy Martin
- Thaddeus McCotter
- Jimmy McMillan
- Roy Moore
- Ron Paul
- Tim Pawlenty
- Rick Perry
- Buddy Roemer
- Mitt Romney
- Rick Santorum

Green Party
- Kent Mesplay

Libertarian Party
- R. Lee Wrights

Socialist Party USA
- Stewart Alexander

Obundna
- Robert Burck
- Joe Schriner